# 岛根县旗
岛根县旗（日语：／ Shimane ken ki）是日本的47面都道府县旗之一。该条目是对岛根县旗以及岛根县章（日语：／）的解说

## 概要
1968年11月8日，为了纪念明治维新100周年，第955号县告示制定了岛根县旗。县章用四个片假名“マ”组成，而在日语中，“四マ”的读音就是“シマ”，即“岛根”开头两个发音。云形的四个“マ”围成一个圆，象征着县民的团结，也是岛根县和谐发展的体现。
县旗用茶色做底色，在中央用金色敲上县章。有些场合也会用白色敲上县章。

## 徽记
1990年，岛根县政府设计了有别于县章的“岛根之圆”。。该设计描绘了炽热的太阳照射在乡土上，表现出进步发展的无限可能性，以及县民共同拥有的宏大的梦想，也令人想起岛根无与伦比的魅力以及岛根县民热情的力量。。

## 脚注
1. ↑  島根県のシンボル （页面存档备份，存于）（全国知事会）
2. ↑  県章の意義とその使用について 的存檔，存档日期2014-02-21.（島根県庁「県民の声」2006年7月分）